# Rubus masakii
Rubus masakii är en rosväxtart som beskrevs av N. Naruhashi. Rubus masakii ingår i släktet rubusar, och familjen rosväxter. Inga underarter finns listade i Catalogue of Life.